# رئیس‌کلا (سوادکوه)
رئیس کلا، روستایی است از توابع بخش شیرگاه شهرستان سوادکوه در استان مازندران ایران است.

## جمعیت
این روستا در دهستان لفور قرار دارد و براساس سرشماری مرکز آمار ایران در سال ۱۳۸۵، جمعیت آن ۵۱۹ نفر (۱۳۱خانوار) بوده‌است.